# 英雄
英雄（英語：Hero，日语：／ Eiyuu）指品格優秀、做出超越常人事蹟的人，可以是男性也可以是女性。
在傳说中，英雄往往具有超人的能力或勇武；在歷史上，英雄往往具有很强的人格魅力，親自做出或领導人們做出有重大意義的事情，受到民眾擁戴。

## 语源

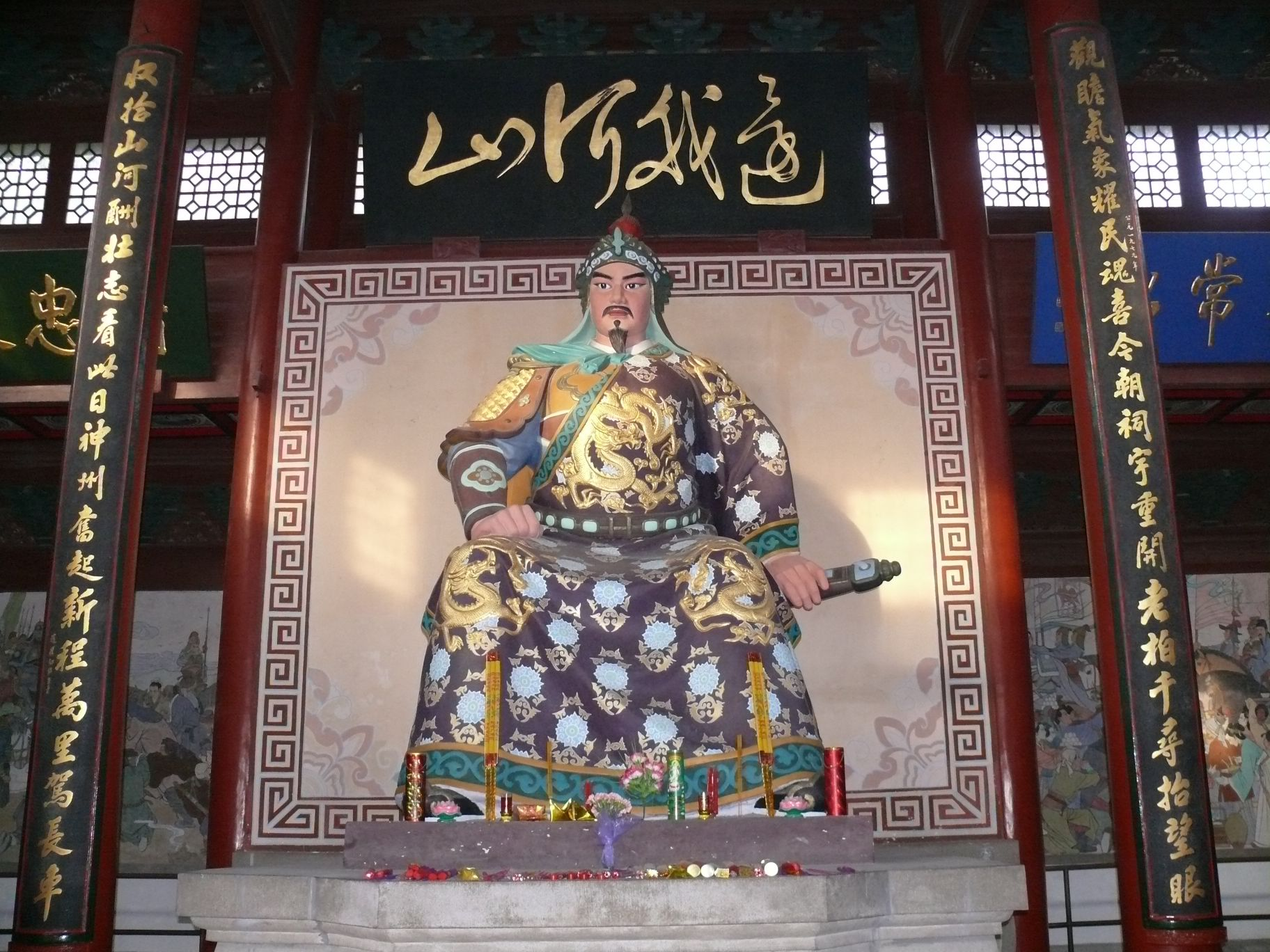
南宋時期被視為抗金英雄的岳飛塑像

中国：魏明帝时期的劉邵在其著作《人物志》第八篇《英雄》中写道：“聪明秀出，谓之英；胆力过人，谓之雄。”如張良是「英而不雄」，而韓信則為「雄而不英」。兼有英雄，则能长世；漢高祖、项羽是也。

## 应用
「英雄」是日常生活、文學、歷史學與心理學常用的概念：
- 人們將歷史上領導獨立戰爭成功或提出愛國主義、民族主義或民主法治理念的革命家、思想家、哲學家、法學家、詩人奉為英雄；將为拯救国家民族的命运挺身而出、英勇抗击外来侵略者的军事将领称为民族英雄，例如東漢末年將領關羽、南宋抗金名將岳飛、明朝抗倭大將戚繼光、明末抗清名將史可法、霍元甲；在西方歷史上則有亞歷山大大帝、聖女貞德和拿破崙一世等人。
- 在日常生活中，人们把体现出英勇顽强、舍己为人、见义勇为等英雄特質的军人、警察、消防员、救護員乃至普通人称为英雄。
- 以榮格为代表的分析心理学所指的「英雄」是符合大众潜意识及普遍心理的需求而受到大众信赖的领导者。
- 许多傳記致力于记述英雄人物的奋斗历程；许多历史题材的文学作品围绕英雄的所见所为描绘历史事件的发展经过；电影、童話、ACG作品等的主角常常是英雄，一般认为这有正面的意义。在传统作品中，英雄的形象常常接近完美，而在一些近现代作品中出现了具有反派特質的英雄，称为反英雄。

## 外部連結
- 维基共享资源上的相關多媒體資源：英雄